# Scorpio Rising (альбом Prong)
Scorpio Rising — шестой студийный альбом американской метал-группы Prong. Это первый альбом, выпущенный после перерыва длиной в 7 лет. Песня «Embrace the Depth» впервые появилась в альбоме 100% Live под нзаванием «Initiation», и была записана совместно с Пэтом Лахманом.

## Список композиций
1. «Detached» — 3:29
2. «All Knowing Force» — 2:42
3. «Embrace the Depth» — 4:05
4. «Reactive Mind» — 2:24
5. «Regal» — 2:45
6. «Inner Truth» — 2:48
7. «Avoid Promises» — 3:16
8. «Siriusly Emerging» — 3:50
9. «Assurances» — 3:22
10. «Out of This Realm» — 3:14
11. «Letter to a "Friend"» — 4:58
12. «Entrance of the Eclipse» — 4:10
13. «Red Martial Working» — 3:53
14. «Hidden Agenda» — 4:40

## Критика
| Оценки критиков     | Оценки критиков |
| Источник            | Оценка          |
| ------------------- | --------------- |
| AllMusic            | [ 1 ]           |
| Chronicles of Chaos | [ 2 ]           |

Альбом был записан в обновлённом составе и с новым звучанием, в связи с бешеной популярностью ню-метала в те годы. Пластинка была неоднозначно встречена как критиками, так и фанатами, а в одном интервью даже сам Томми Виктор назвал этот альбом своим самым нелюбимым в дискографии:
Я даже не знаю, можно ли считать это альбомом Prong, в смысле – я был готов бросить Prong, а затем мне позвонили с предложением записать ещё один альбом, пока мы ещё активны. Это был слепой звонок – парень сказал, "Это Томми Виктор? Как насчет записать ещё один альбом Prong?". Я сказал "Дайте мне подумать". Деньги стремительно заканчивались, и я работал над электронной музыкой, как идиот, пытаясь изучить все электронные радиостанции – и у меня не шибко получалось. У меня была парочка хороших роковых песен, и я всё же решился подписать сделку. Старую группу мне собрать не удалось – Тед (Парсонс, ударные) переехал в Норвегию, поэтому достучаться до него было невозможно. Пол (Рэйвен, бас) так и не был мной найден. Так что я нашёл местных деревенщин, одним из них был Монте Питтман, однажды игравший с Madonna. У нас был продюсер, который три недели кряду только нюхал кокс, и ни хрена больше не делал. Мне не понравилось, как все получилось – было много проблем со сведением, с самим звуком. Недавно я переслушивал эту запись, качество просто ужасное. Нам нужно было потратить больше времени, чтобы довести всё до ума. Я знаю, что многим людям нравится этот альбом, и они спрашивают, почему я так ненавижу его – потому что, на мой взгляд, он звучит дерьмово!
Chronicles of Chaos поставил нейтральную оценку работе, за общее впечатление от альбома — музыка, тексты и вокал. Но по сравнению с предыдущими работами, качество звука вышло плачевное.
Decibel выразил смешанный отзыв, похвалив риффы Томми Виктора, но раскритиковав качество звука. В отличие от обзора COC, Decibel отметил, что каждая песня имеет хорошие риффы, но композиции, в целом, трудно различить.
AllMusic также дал смешанную оценку, похвалив ритмику и гитарные риффы, агрессивное настроение, но также раскритиковав за однообразие и сильное различие в звучании от предыдущих релизов.

## Участники записи
- Томми Виктор — вокал, бас-гитара, гитара
- Монте Питтман — бас-гитара, гитара
- Дан Лаудо — барабаны